# Olmékok

Az olmék kultúra központjai

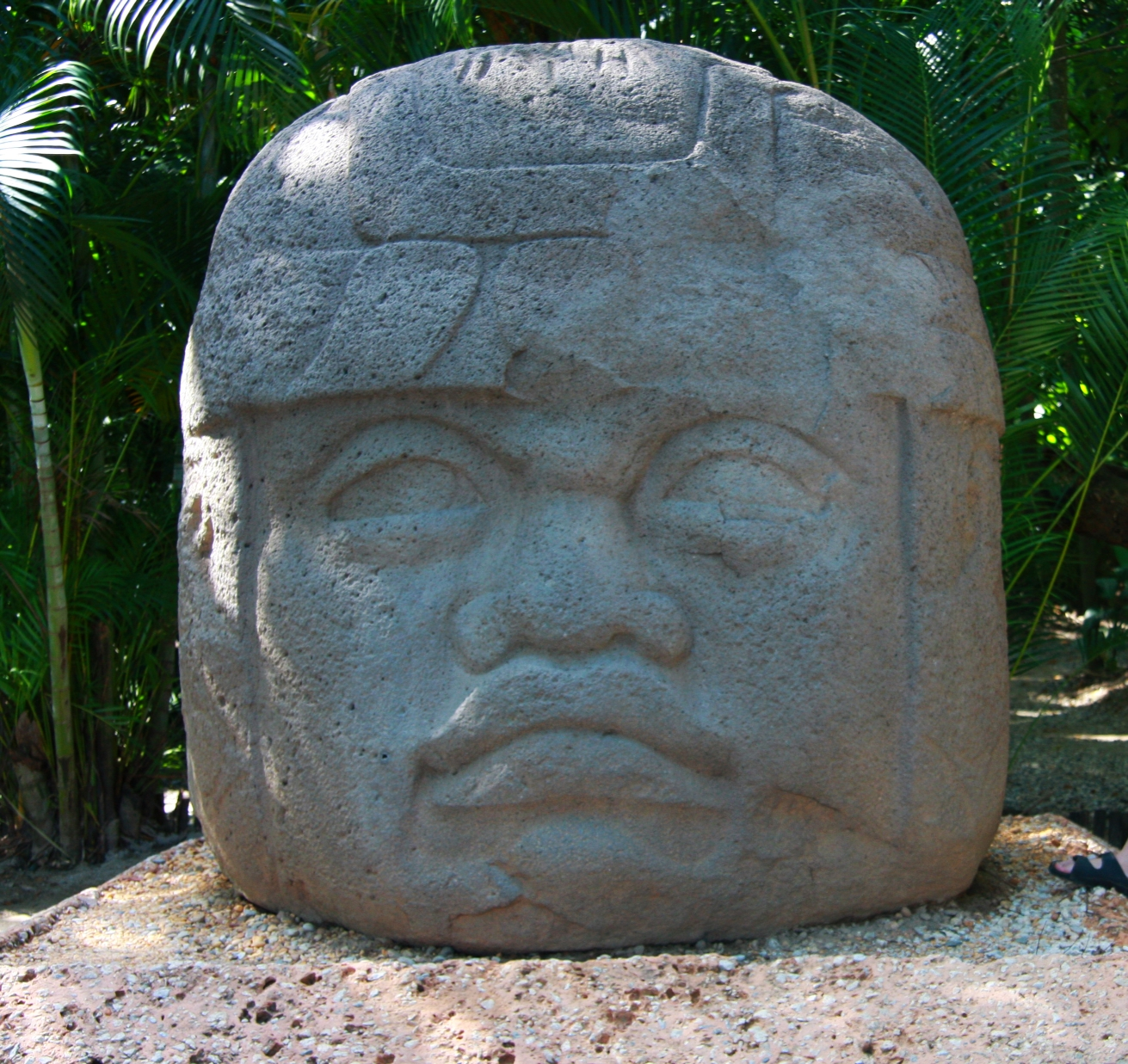
La Venta-i bazaltfej

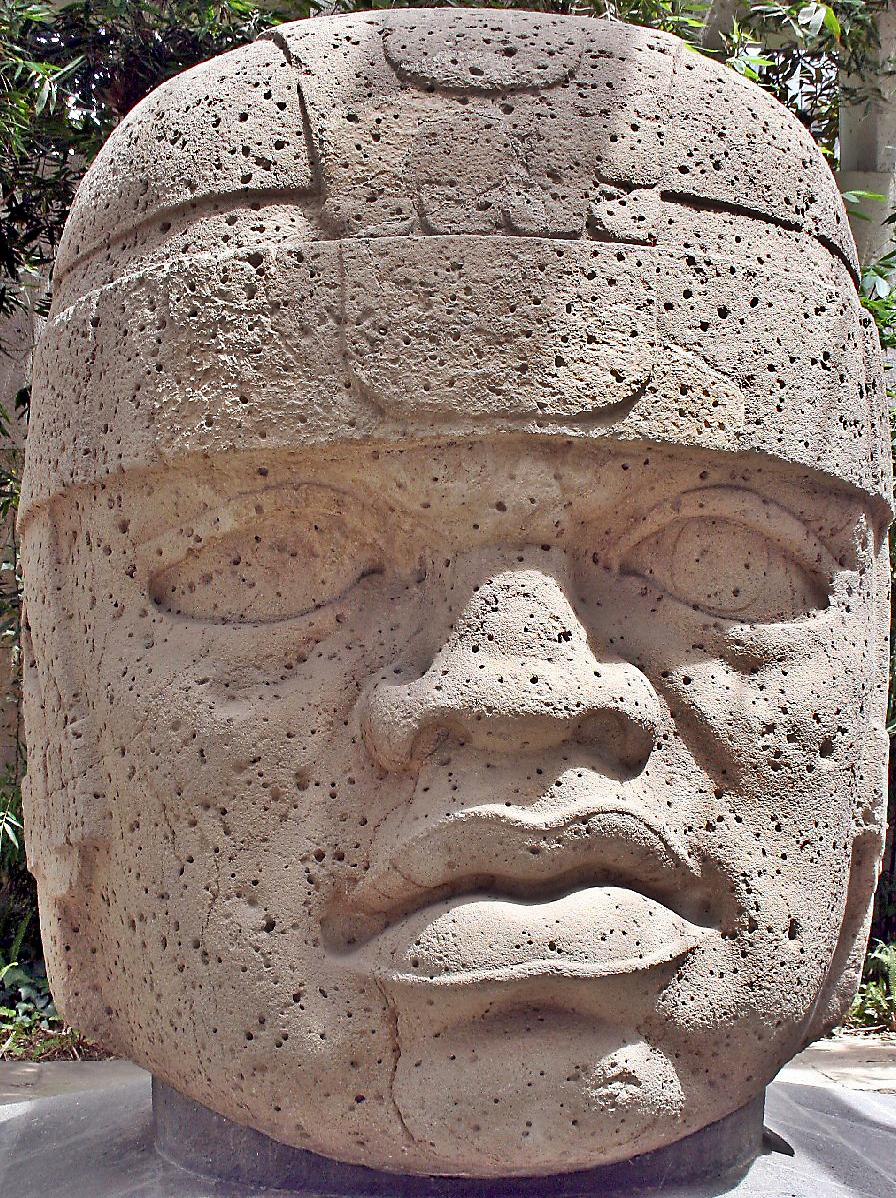
San Lorenzó-i bazaltfej

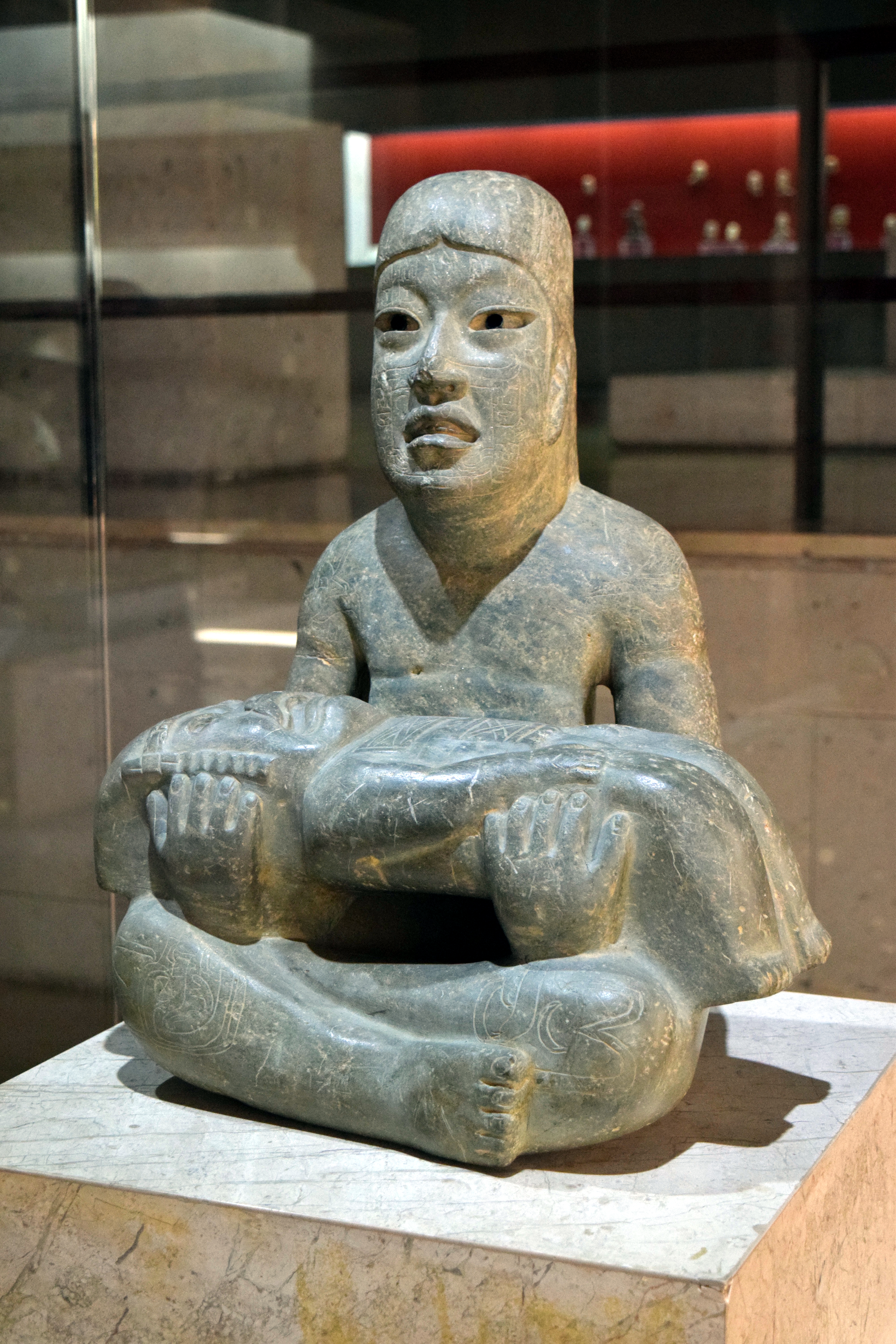
Las Limasból származó szobor

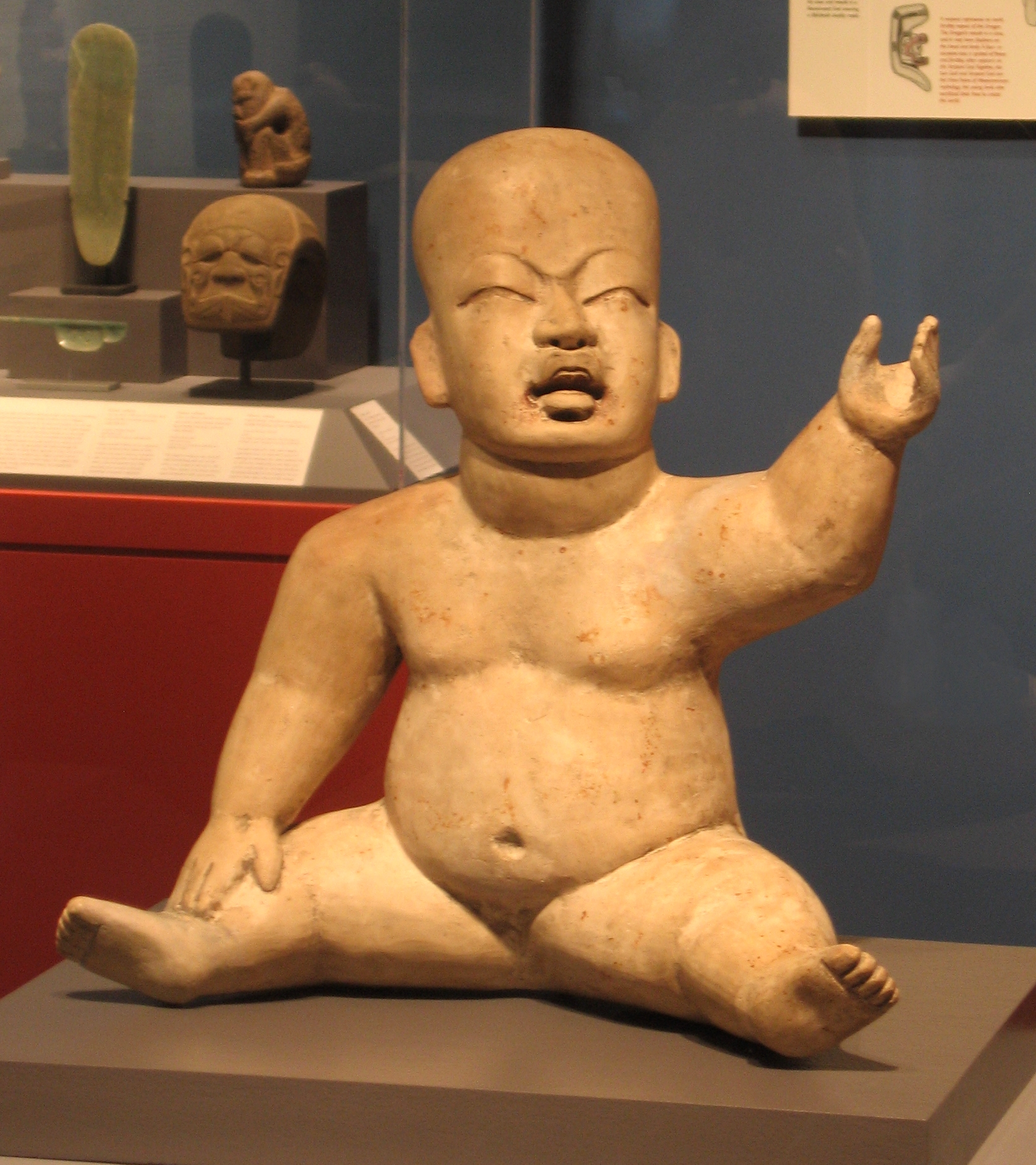
Csecsemő-figura

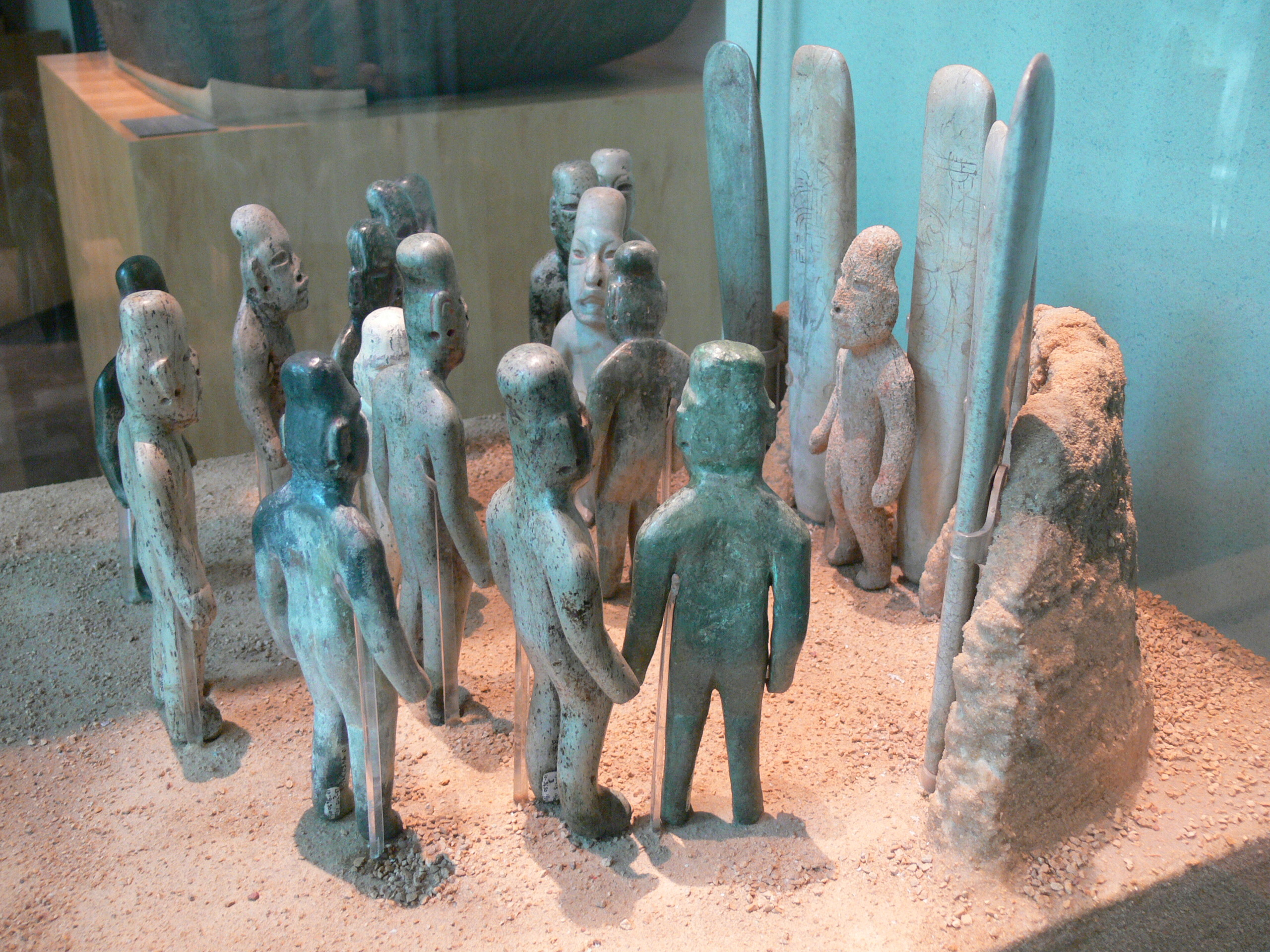
La Venta-i szobrocskák

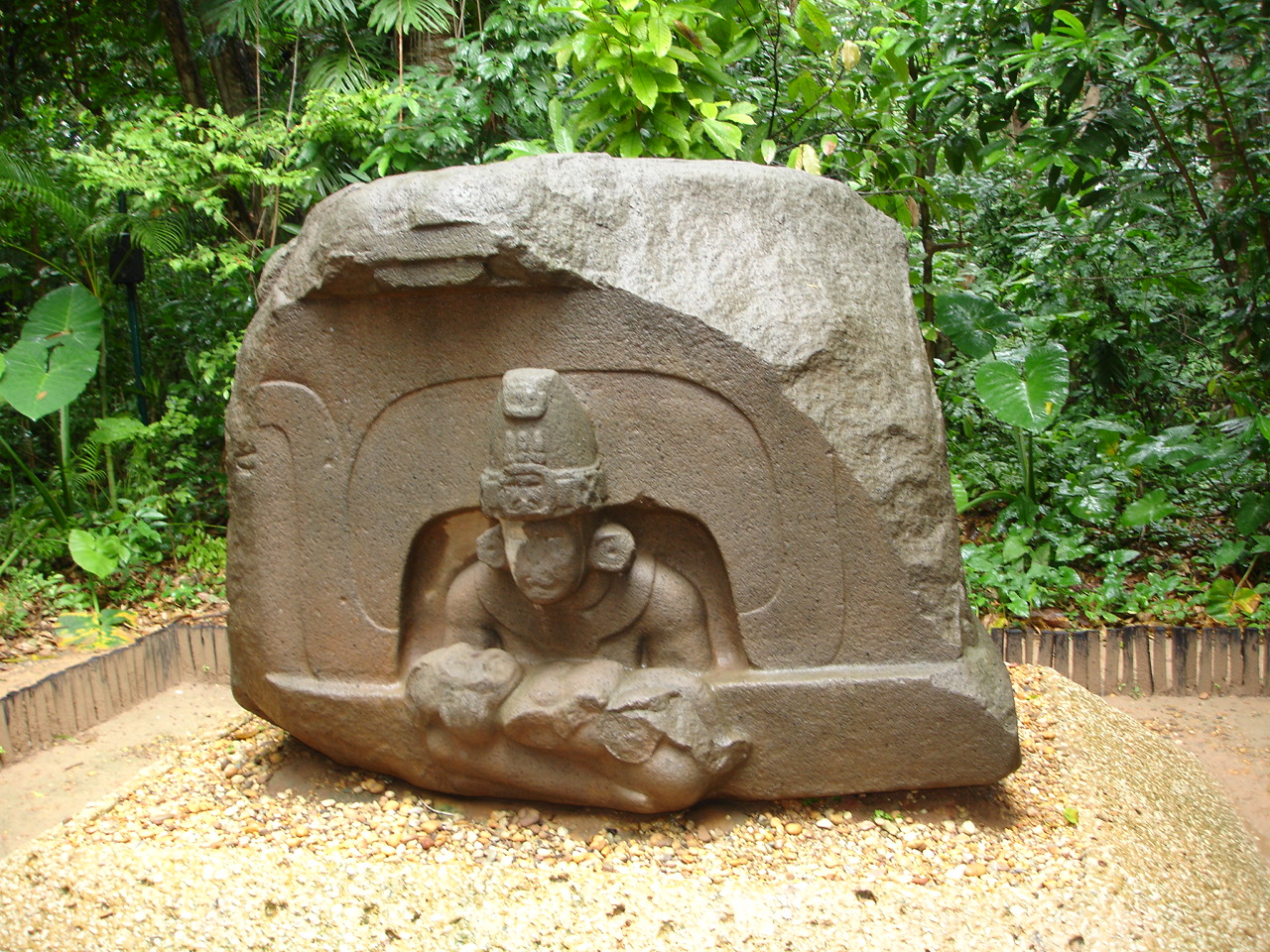
Áldozati oltár maradványa, La Venta

Az olmékok népének közép-amerikai indián kultúrája a mai Mexikó Veracruz és Tabasco államainak területén körülbelül i. e. 1500 és i. e. 400 között, Mezoamerika kronológiája szerint a preklasszikus korban virágzott. Kultúrájuk példaként szolgált az utánuk jövő maják számára is.

## Nevük eredete
Az olmek-xicalanca nép a klasszikus kor utáni időktől élt a Mexikói-öböl partján. A név első tagja a nahuatl uhlmécatl szóból ered, aminek a jelentése „a gumi népe”. Ebből a szóból ered az olmék népnév, bár ennek a népcsoportnak nincs köze az olmek-xicalanca néphez, viszont tévesen velük azonosították az olmékokat a korai tudományos elemzések. Arról nincs feljegyzés, hogy mi volt az olmékok önelnevezése, viszont a későbbi mezoamerikai indián kultúrákban vélhetően tamoanchan-nak nevezhették az olmékokat szomszédjaik.

## Történetük

### Az olmékok előtt
Az i. e. 4. évezred táján, a földművelés kialakulását követően jöttek létre Mezoamerikában az első állandó települések. A fő élelemforrás a kukorica volt, de termesztettek babot, maniókát, tököt és édesburgonyát is, az őslakók pedig háziasították a kutyát, a pulykát, a méhet és valószínűleg a tapírt is. Bár az élelem nagy részét a mezőgazdaság biztosította, továbbra is vadásztak a trópusi erdőkben, és halásztak a folyókban. Sokféle állat: jaguár, majom, krokodil, vaddisznó és szarvas élt erre. Ez a terület Közép-Amerika legcsapadékosabb, legtermékenyebb tájéka. Ez a vidék már a gabona háziasítása előtt is olyan gazdag volt, hogy már az olmékok előtt falvakba települt a népesség. A felföldről beérkező kukorica miatt a terület a bőség földjévé vált, és ez elősegítette a politikai és vallási központok kialakulását. Az i. e. 2. évezredben már nagyszámú népesség élt a Tonalá, Coatzacoalcos és a Papaloapan folyók mentén és a Campechei-öbölben.

### Az olmék civilizáció kialakulása
Ebben a közegben indultak el azok a változások, amiknek a következtében néhány falu központjában, aminek a házai addig könnyen lebomló anyagokból álltak, vulkanikus kőzetből emelt piramis alakú emelvények, platformok jelentek meg. Ezek templomalapozásként szolgáltak, és ezek tekinthetőek Mezoamerika legkorábbi építészeti alkotásainak. Ezeket a lépcsőzetes piramisokból álló, falusias települések által körülvett vallási épületegyütteseket szertartásközpontoknak nevezzük, mivel ezeket városnak még nem lehetett nevezni. A legfontosabb olmék szertartásközpontok San Lorenzo Tenochtitlán, La Venta, Tres Zapotes és Laguna de Los Cerros voltak.

### Kereskedelem
Az olmékok kereskedni is tudtak az élelmiszerfelesleggel és az általuk készült tárgyakkal. A terményfeleslegen kívül gumilabdát cseréltek szerszámkészítésre alkalmas felföldi obszidiánra, a délkeleti völgyekből pedig jádét hoztak be, amiből csiszolással készítettek tárgyakat. Faragványaikért, amiknek szép ornamentikája volt és kagylóhéj dísztárgyaikért oaxacai vasércet vettek, amiből tükröt csiszoltak. Ezeket a tükröket az istenekkel és az ősökkel való beszélgetésre használták.
Az olmék stílusú kézműipar tárgyai tehát egész Közép-Amerika-szerte: a Mexikói-völgyben, Guerrero, Chiapas és Oaxaca vidékén egészen Salvadorig és Costa Ricáig elterjedtek. Sokáig úgy hitték, az olmékok valamiféle hittérítő tevékenységet végeztek ezeken a területeken, vagy kolóniákat alapítottak, de ma már tudjuk, hogy a helyi vezető réteg ezekben a tárgyakban olyan luxusjavakat látott, amikkel saját hatalmát tudta szentesíteni és elfogadtatni, ezekkel a tárgyakkal igazolva kapcsolatát az akkor nagy tekintélyű olmék társadalommal.

### Építmények
Az olmékok emelték az első hatalmas építményeket, amik földből készültek. A San Lorenzó-i olmékok 1000 méter hosszú és 660 méter széles teraszt építettek akkor, amikor Mexikó más részein még csak cserényből készült falvak álltak. A terasz tetején földhalmot emeltek azért, hogy lakásokat és középületeket építsenek rájuk. Az első piramis La Ventában épült. 33 méter magas volt, és egy közeli vulkán alakját utánozta. Ebben a piramisban nagy, 5x6 méteres istenmaszkokat, kőmozaikokat, színes agyagot, 3022 csiszolt jádét és a Csendes-óceán partvidékéről hozott ezer tonna antigoritot temettek el.
Az olmékok bámulatos építményeiket kőeszközök segítségével készítették. San Lorenzotól 50, La Ventától 130 kilométerre volt a legközelebbi bazalttelep. A követ fém nélkül vágták, úgy, hogy valószínűleg fúrták, majd vizes kötéllel ledörzsölték. A szállításukat igavonó állatok nélkül szervezték meg, és a kereket sem ismerték, ezért a bazaltot a közeli folyóhoz vonszolták, majd ott tutajokra rakták. A hatalmas szikladarabok mozgatásához nem egyszer ezer emberre volt szükség.

### Társadalom
Az élelmiszertermelő parasztság biztosította a munkaerőt, amely ellátta az uralkodók öröklődő kasztját, a papi hierarchiát, hivatalnokokat, kíséretet és a művészeket. A rang szerint elhelyezett és bekerített kerületek szertartási, adminisztrációs és közigazgatási funkciókat töltöttek be, s talán a piacgazdaság céljait is szolgálták. Szabályos időközönként a lakosság számára fenntartott vallási központokban az egész közösség összegyűlt rituális események céljából, így például a San Lorenzoban és La Ventában. Ezekre a helyekre ma úgy tekintünk mint az építészeti szerkezetében is megnyilvánuló ideális olmék társadalom alapjaira.
Az olmék civilizáció eltűnésének oka ismeretlen. A szobrokat rituálisan megcsonkították, majd eltemették. A politikai gócpontok elbuktak, máshova kerültek, de az olmékok öröksége fennmaradt. Helyükön a mixe-zoque nép élt, de nem lehet tudni, hogy ez a népcsoport vajon az olmékok leszármazottja-e.

### Az olmék kultúra felfedezése
Csak az 1950-es években tisztázódott az, hogy Mezoamerika legkorábban élt népe nem a déli maják, hanem az olmékok voltak. Addig úgy gondolták, hogy az olmék kultúra csupán egy jelentéktelen változata a maja kultúrának.
Egy mexikói régiségkereskedő José Melgar y Serrano 1869-ben közölt leírást egy bazaltfejről, amit még az 50-es években ásott ki egy paraszt, aki Veracruz mellett, egy hacienda környékén dolgozott egy erdőben. Serrano már 1862-ben értesült a felfedezésről és azonnal meglátogatta a helyszínt.
1994-ig bezárólag 17 ilyen bazaltfejet találtak Veracruz államban. A fejek 160-360 centiméter magasak, test nem tartozik hozzájuk, súlyuk elérheti a 20 tonnát is. A régészek szerint a fejek nem istenségek képmásai, hanem uralkodóké.
Frans Blom és Oliver La Farge régészek 1925-ben vezettek expedíciót, s két bazaltfejet vizsgáltak alaposabban, de ők is úgy vélték, hogy maja eredetű műemlékekről van szó. Matthew Stirling amerikai régész, a Smithsonian Intézet munkatársa első, alaposabb tudományos ásatásokat végzett és a leletek alapján meggyőződése volt, hogy egy régebbi, a többi addig ismert mezoamerikai civilizációt is megelőző kultúráról van szó. Stirling véleményét osztotta Miguel Covarrubias és Alfonso Caso is, míg J. Eric Thompson és Sylvanus Morley maja-kutatók továbbra is a leletek maja eredete mellett voltak.

## Szertartásközpontok
- San Lorenzo Tenochtitlán

A régészeti adatok szerint a legkorábban San Lorenzo Tenochtitlán jött létre, körülbelül i. e. 1200 táján, és i. e. 900 táján pusztították el.
- La Venta

La Ventát San Lorenzo Tenochtitlán elpusztítása után alapították az őserdő belsejében, egy szigeten. A legfontosabb olmék kulturális terület. Itt látható a legkorábbi mezoamerikai piramis, mely több, mint 37 méter magas.
- Tres Zapotes

San Lorenzo pusztulása után, kb. i. e. 1000 körül alapították. Az olmék kultúrára jellemző hatalmas kőfejek közül kettőt itt találtak meg.
- Laguna de los Cerros

Laguna de los Cerros kb. i. e. 1200 táján vált regionális központtá, jelentőségét a bazaltban gazdag közeli Tuxtla hegység adta, ahonnan bányászattal szerezték a szobrokhoz szükséges alapanyagot.

## Vallás
A közép-amerikai vallás alapvető fogalmainak és ezek ábrázolásának a legkorábbi megjelenése olmék területen igazolható. A legfontosabb szertartási központ La Venta volt, de ezen kívül fontos – és részben feltáratlan – központ volt Tres Zapotes, San Lorenzo Tenochtitlán, Laguna de los Cerros és Las Limas.
Az i. e. 2. évezred végére, a már kialakult falusias környezetben létrejött egy uralkodói réteg, élén a papkirállyal. Ez az elit próbálta meg először kifejezni vallási és politikai hatalmát időtálló alkotások segítségével. Ezek az uralkodók valószínűleg isteneik földi megtestesüléseiként próbáltak megjelenni a nép előtt, és valószínű, hogy a falvak lakóinak be kellett szolgáltatniuk a termények egy részét.
Az olmékok vallását és a hozzájuk kapcsolódó rítusokat más népek is átvették, főleg a távoli vidékekről nehezen beszerezhető jade és obszidián kereskedelem révén. Ez képezte az olmékok kulturális hatásának alapját.
Az olmékok egyfajta sámánisztikus vallást gyakoroltak, aminek az eredete távoli időkre nyúlik vissza. A nahualizmus koncepciója szerint a sámán képes állatok, elsősorban jaguár alakját magára ölteni. A nahual szó azték kifejezés, álöltözetet jelent. Ezek az állatok az istenek másai voltak a prekolumbán népek hiedelmei szerint. A sámánok bódító hatású anyagok, hallucinogén gombák vagy dohány segítségével léptek kapcsolatba a természetfeletti világgal. A szertartások a templomok titkos helyiségiben, barlangokban mentek végbe áldozatok, vagy önáldozatok kíséretében.
A jaguárkultusz eredete az olmék kultúrában keresendő, és ők terjesztették el egész Mezoamerikában. A jaguáron kívül számos más állatot is tiszteltek, ilyenek voltak a hárpiák (a fakoronákon élő majmokkal táplálkoztak), kajmán és a cápa.

## Olmék kultúra

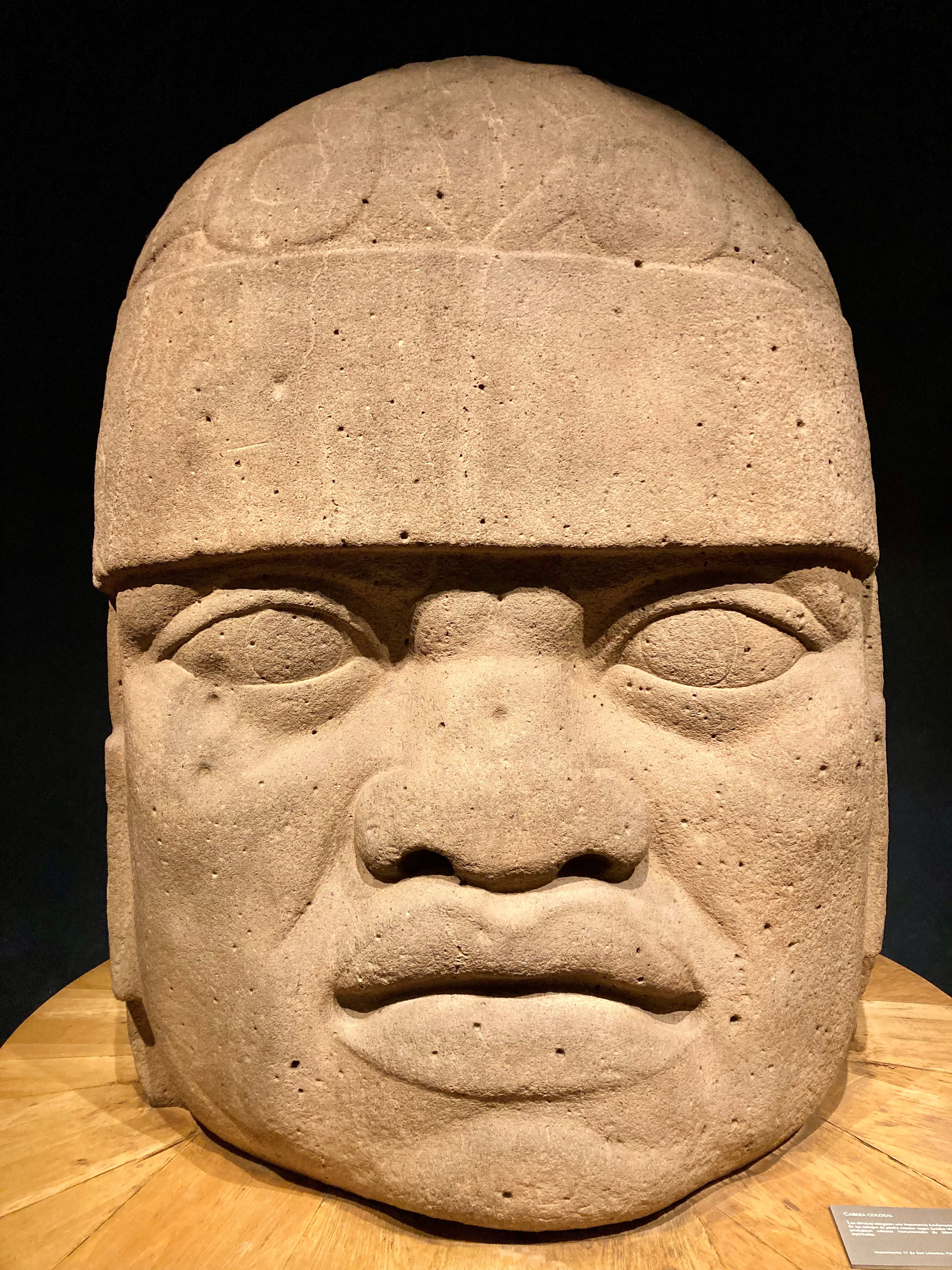
A San Lorenzo kolosszus a Mexikói Nemzeti Embertani Múzeumban

Az olmék kultúra legjellemzőbb alkotásai a piramisok, szobrok, sztélék. A szobraikat egyetlen tömbből faragták ki, piramisaikat földből és kőből emelték.

### A kőfejek
Az olmékok legismertebb alkotásai a kőfejek, amikből 17-et találtak. Ezeket az akár 20 tonnát is nyomó kőfejeket sisakszerű fejfedő borítja, arcvonásaik afrikai jellegűek: mandula alakú szemekkel, nagy lapos orral és húsos ajkakkal ábrázolták őket. A mai álláspont szerint olmék uralkodókat ábrázolnak. Hasonló arcvonások más szobrokon is előfordulnak.

### Fogadalmi tárgyak
A fogadalmi tárgyak és az előkelők sírjába helyezett kisebb halotti mellékletek is igen jellemző vonásokkal bírnak. Ezek között találhatóak terrakotta edények és olyan jellegzetes szobrocskák, amik nemi jelleg nélküli kissé kövérkés figurák és csecsemőkre emlékeztető vonásokat mutatnak. Ezeket az alakokat többnyire ülő helyzetben, szétvetett lábakkal formálták meg. A halotti mellékletek között nagy számú faragott ékszer is előfordult, valamint jadéból, szerpentinből és obszidiánból formált ember- és állatalakok. Ezek a tárgyak a mai Mexikó és Belize, Honduras és Guatemala területén is előfordulnak, amik az olmék kereskedelem kiterjedtségét bizonyítják.

### Domborművek
Az oltárok domborművein sokszor ábrázolnak gyereket a karjukban tartó embereket, jaguárokat vagy jaguárszerű lényeket.

### Írás, időszámítás, csillagászat, nyelv
Az olmékok kulturális hatása kimutatható későbbi kultúrák csillagászati ismeretiben is, az égitestek tanulmányozásában, a naptárrendszer kialakításában, főképp az úgynevezett hosszú időszámításban, amivel egy meghatározott évtől eltelt időpontot számítottak ki.
Sokáig egy i. e. 31-re datált Tres Zapotesben előkerült sztéléről ismert feliratot tartottak a legrégebbi ilyennek, de 2002-ben és 2006-ban további, ugyanilyen jellegű szimbólumokra leltek, amelyek 600-800 évvel idősebbek a zapotesi leletnél. Ennek ellenére a mai napig kérdéses, hogy az olmékok használtak-e írást. Általában az írás feltalálását a zapotékoknak tulajdonítják Mezoamerikában, de elképzelhető, hogy egy glifákkal történő írás már az olmék korszak vége felé létezett. Emellett szól a megfejtett 1. sztélé La Mojarrából és az úgynevezett Tuxtla-szobor. Feltételezhető, hogy az olmékok nyelve a mixe-zoque nyelvcsaládhoz tartozott.

## Kulturális hatásuk
Az olmék kultúra úgy ismert mint Közép-Amerika „anyakultúrája”, bár ezt az állítást ma már többen vitatják. Annak ellenére, hogy keveset tudunk az olmékok eredetéről és történelméről, befolyásukat nyomon követhetjük az olmék műemlékek, művészi és egyéb eszközök jellemző formavilágának széles körű elterjedtségén. Az olmék kultúra megszűnése után, az utánuk jövő késő olméknak nevezett civilizációk is fontos szerepet töltöttek be egészen a klasszikus kor kezdetéig.
A maják kulturális fejlődése az olmékoknak volt köszönhető, bár az olmék területeket a maja mélyföldekkel csak igen korlátozott és közvetett kötelékek kötötték össze. Az olmékok és a maják világa leginkább a Chiapas és Guatemala csendes-óceáni partvidéke és a szomszédos guatemalai fennsík között hatott egymásra. Ez volt az a terület, ahol a preklasszikus kor vége felé a mixe-zoque és a maja központok létrehozták az izapeñónak nevezett új stílust.

## Alternatív elméletek az olmékok eredetéről
Thor Heyerdahl norvég kutató – számos más kutató hasonló elméleteit követve – feltételezte, hogy az olmékok ősei hajókon átkelhettek az Atlanti-óceánon, és kultúrájuk az ősi közel-keleti kultúrák öröksége. Azzal indokolta felvetését, hogy bár az olmék kultúrában alakult ki a piramisépítés, olyan vidéken éltek, ahol nem volt kő, mégsem a helyben lévő fát használták, hanem a nehezen hozzáférhető követ. Ezen kívül hasonlóságot látott az olmék ábrázolások arcai, és a mai berber és szemita népek vonásai között. Elképzelése elméleti igazolásaként 1970-ben egy hétszemélyes, egyiptomi mintára épített nádhajón a marokkói Szafi városából Barbadosra hajózott.
Az olmék szobrok arctípusai (negrid jellegű vonásai) a mai napig is vitatott eredetűek, a kérdés lezárása még hátra van. Azt a legtöbben kevéssé tartják valószínűnek, hogy afrikai eredetű lenne az olmék kultúra. Főképp annak piramisépítő jellege miatt, hiszen az olmék piramisokat az egyiptomiaktól legalább 800 év választja el.
2018-ban, Mexikóban DNS vizsgálatnak vetettek alá ősi olmék temetkezési helyről származó maradványokat. A vizsgálatok egyértelműen igazolták, hogy az olmékok is az amerikai kontinens őshonos népcsoportjaihoz tartoznak, s nem mutatnak semmiféle rokonságot sem azonosságot afrikai vagy közel-keleti népekkel. Ennélfogva az olmékok negrid eredetének teóriája végleg megdőlt.
Már 1968-ban felvetette Michael D. Coe, hogy a maják az olmékoktól származhatnak. Az olmékok nyelvének feltételezett mixe-zoque nyelvek ugyanakkor nehezen rokoníthatók a maja nyelvcsaláddal, ami ugyan a maják olmék származását nem zárná ki, hisz esetükben akár nyelvcsere is történhetett. A közelmúlt régészeti kutatásai továbbá arra engednek következtetni, hogy a mixe-zoque nyelvek kialakulása és szétválása az olmékok idejében történt azon a területen, ahol az olmék civilizáció is volt és a mostani beszélők élnek.